# Нифонт Новгородський
Нифонт, єпископ Новгородський (?, Київ — 21 квітня 1156 р., Київ) — православний святий, єпископ Новгородський. Постриженик Печерського монастиря. Преподобний.

## Життєпис
За переказом, народився в Києві, хрестильне ім'я було Никита. Ряд документів свідчить про відвідування святим Нифонтом Царгороду (Константинополя). Не виключено також, що святий міг отримати там освіту.
Постригся в Печерському монастирі за ігумена Тимофія (1124—1132).
1130 року Нифонт був висвячений на єпископа Новгородського. Прийшов у єпархію заслуженою і відомою у Церкві людиною. Зарекомендував себе як гідний архієрей, палкий і безкомпромісний захисник церковних канонів. Згідно з новгородським літописом, ним побудовано в Новгороді 10 церков, а також храм Климента в Ладозі.
Прп. Нифонт користувався надзвичайною повагою також і поза межами своєї єпархії, що дозволяло йому виконувати роль посередника у суперечках між руськими князями.
1135 року вгамував конфлікт між Мономаховичами і Ольговичами на півдні Русі.
У 1149 році Нифонт виступив проти неканонічно поставленого митрополита — Клима Смолятича, за що був засланий київським князем Ізяславом Мстиславичем у Печерський монастир.
Восени 1155 р. на Русь було призначено нового канонічного митрополита — грека Костянтина.
Преподобний Нифонт, який мав зустрічати його в Києві, несподівано занедужав і 21 квітня 1156 р. помер.
За Патериком, він, помираючи, оповів бачене ним видіння прп. Феодосія, який пророкував йому приставлення та долучення до інших святих Печерських.
Святитель хворів 13 днів і помер у віці близько 50 років, найвірогідніше, 21 квітня (хоча існують й інші версії).
Згідно з антропологічних досліджень святий Нифонт ростом був 175 см.

## Мощі
Поховали владику в печері прп. Феодосія. Коли його мощі було перенесено до Ближніх печер — невідомо. Зараз вони знаходяться поряд з мощами Авраамія Трудолюбивого та Сильветра Чудотворця.

## Пам'ять
В акафісті всім Печерським преподобним про святого сказано: 
|  | «Радуйся, Нифонте святителю, поборнику православ`я.» |

.
Пам'ять вшановується 10 вересня (28 серпня за ст. ст.).